# Tunnel de Bel-Air
Le tunnel de Bel-Air est un tunnel à Sainte-Suzanne, sur l'île de La Réunion, un département et région d'outre-mer français dans l'océan Indien. Construit à compter de 1879 et ouvert en 1880, il permet alors le franchissement par le chemin de fer de La Réunion d'un promontoire côtier sur lequel se tient le phare de Bel-Air. Devenu piétonnier depuis lors, il voit désormais passer le sentier littoral Nord. Il est long de 45 mètres.